# Eternal Father, Strong to Save
Eternal Father, Strong to Save ist ein Geistliches Lied, das mit der Royal Navy, United States Navy und United States Marine Corps assoziiert wird. Es wird auch die Royal Navy Hymn oder United States Navy Hymn genannt.
Das ursprüngliche Lied wurde 1860 von William Whiting aus Winchester, England geschrieben. Eigentlich war es als Gedicht für einen Studenten von ihm gedacht, der in die USA reisen wollte. 1861 komponierte John Bacchus Dykes, ein anglikanischer Geistlicher, die Melodie „Melita“ für das Gedicht. „Melita“ ist ein archaischer Ausdruck für Malta, die antike Seefahrernation und Schauplatz des Schiffbruchs des Apostels Paulus, welcher in der Apostelgeschichte beschrieben ist.
Die ersten drei Strophen sind trinitarisch geordnet. Die erste Strophe ist eine Referenz zu Psalm 104, in dem Gott der Schöpfer den Wassern der Erde verbietet, diese wiederum zu überfluten. Die zweite Strophe bezieht sich auf zwei Wunder Jesu, die Sturmstillung und sein Wandel auf dem Wasser des Sees Genezareth. Die dritte Strophe erwähnt die Rolle des Heiligen Geistes in der Schöpfungsgeschichte des Buch Genesis und die letzte Strophe ist wiederum eine Referenz auf Psalm 107.
Winston Churchill verlangte, dass das Lied vor der Erklärung der Atlantik-Charta in einem Gottesdienst auf der Prince of Wales, bei dem auch US-Präsident Franklin D. Roosevelt anwesend war, gesungen wurde. Die Hymne wurde auf zahlreichen Beerdigungen von ehemaligen Angehörigen der Navy und Politikern in Großbritannien und den USA gesungen oder gespielt, so auch bei Franklin D. Roosevelt, John F. Kennedy, Richard Nixon, Ronald Reagan, Gerald Ford, George H. W. Bush, Prinz Phillip und Jimmy Carter.

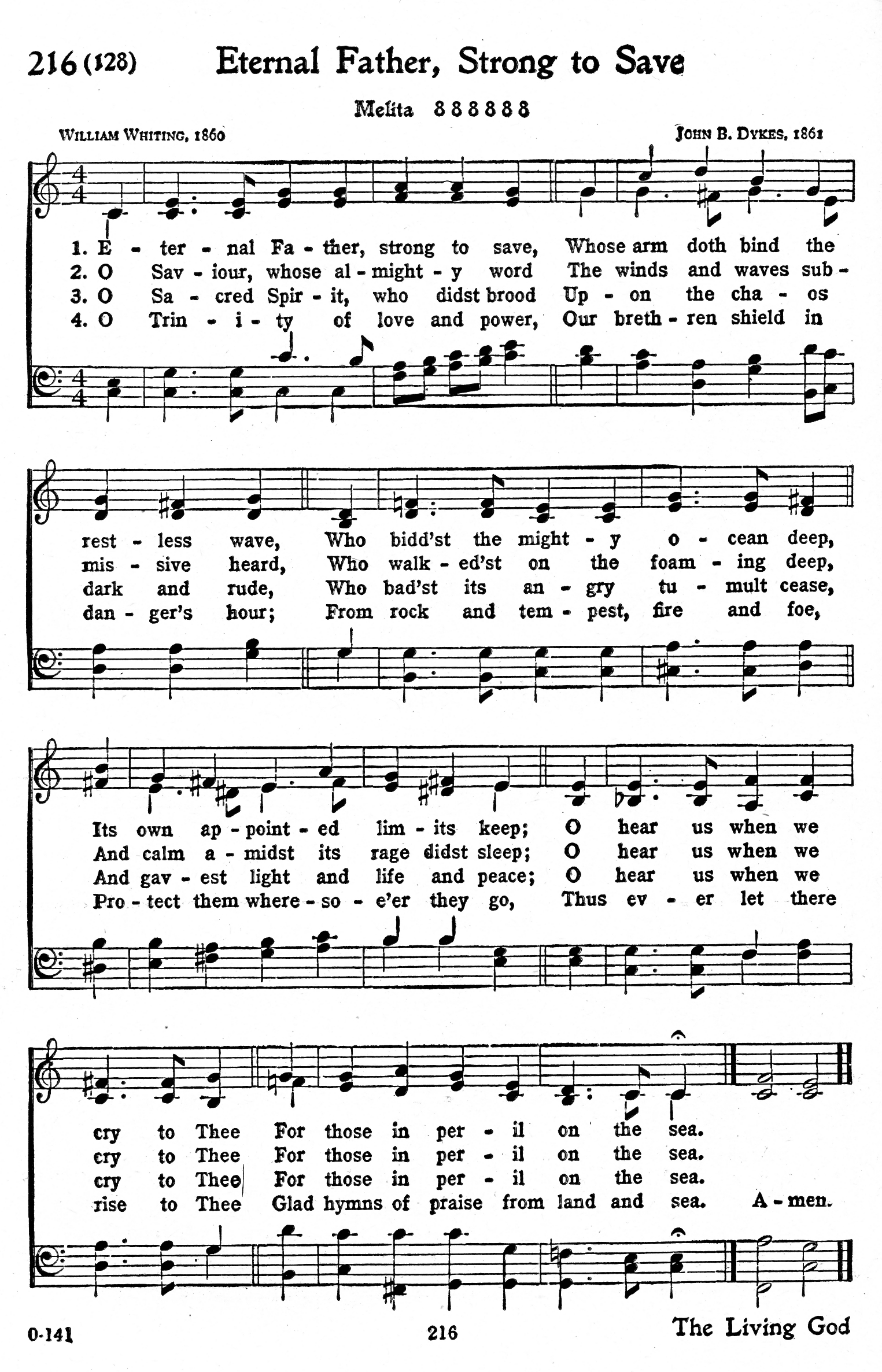
"Eternal Father, Strong to Save", Notenblatt, von amerikanischen Streitkräften während des Zweiten Weltkrieges benutzt

## Text
Eternal Father, strong to save,

Whose arm hath bound the restless wave,

Who bidd’st the mighty ocean deep

Its own appointed limits keep;

Oh, hear us when we cry to Thee,

For those in peril on the sea!

O Christ! Whose voice the waters heard

And hushed their raging at Thy word,

Who walkedst on the foaming deep,

And calm amidst its rage didst sleep;

Oh, hear us when we cry to Thee,

For those in peril on the sea!

Most Holy Spirit! Who didst brood

Upon the chaos dark and rude,

And bid its angry tumult cease,

And give, for wild confusion, peace;

Oh, hear us when we cry to Thee,

For those in peril on the sea!

O Trinity of love and power!

Our brethren shield in danger’s hour;

From rock and tempest, fire and foe,

Protect them wheresoe’er they go;

Thus evermore shall rise to Thee

Glad hymns of praise from land and sea.

## Deutsche Liedfassung
O ewig Gott, mit starker Hand

hältst Du die See in Rand und Band.

Teilst für Dein Volk das weite Meer

Zur Rettung vor des Feindes Heer.

Wir bitten Dich, mit Gnade steh’

Bei Menschen in Gefahr zur See.

O Jesus Christ, der Sturmgewalt

Gebietest Du mit Worten Halt.

Du schreitest sicher durch die Flut,

Schläfst ruhig in der Wellen Wut.

Wir bitten Dich, mit Gnade steh’

Bei Menschen in Gefahr zur See.

O Geist, der über Wassern schwebt,

Von Anbeginn die Welt bewegt.

Besänftige der Wellen Lauf,

Halt Strudel und die Sturmflut auf.

Wir bitten Dich, mit Gnade steh’

Bei Menschen in Gefahr zur See.

Dreieinigkeit von Lieb und Macht!

Beschütz die Unseren Tag und Nacht.

Durch Flauten, Stürme, Fels und Priel,

Geleite sie bis an ihr Ziel.

Dann schalle laut in Luv und Lee

Dein Lobgesang zu Land und See.